# Tarentola bocagei
Espèce
Statut de conservation UICN

 LC  : Préoccupation mineure
Tarentola bocagei est une espèce de geckos de la famille des Phyllodactylidae.

## Répartition
Cette espèce est endémique de l'île de São Nicolau dans les îles du Cap-Vert.

## Étymologie
Cette espèce est nommée en l'honneur de José Vicente Barbosa du Bocage.

## Publication originale
- Vasconcelos, Perera, Geniez, Harris & Carranza, 2012 : An integrative taxonomic revision of the Tarentola geckos (Squamata, Phyllodactylidae) of the Cape Verde Islands. Zoological Journal of the Linnean Society, vol. 164, no 2, p. 328-360.